# کراش تیم رامبل
کراش تیم رامبل (به انگلیسی: Crash Team Rumble) یک بازی ویدئویی به سبک سکوبازی است که توسط تویز فور باب توسعه یافته و به‌وسیلهٔ اکتیویژن در ۲۰ ژوئن ۲۰۲۳ منتشر شد. این بازی جدیدترین نسخه از مجموعه بازی‌های کراش باندیکوت محسوب می‌شود و چندین عضو قدیمی شامل کراش و کورتکس به عنوان شخصیت‌های قابل کنترل در آن حضور دارند. بازی در حالت چندنفره تیمی، چهار در مقابل چهار می‌باشد. این بازی در جریان مراسم گیم آواردز ۲۰۲۲ رونمایی شد و در ۲۰ ژوئن ۲۰۲۳، برای کنسول‌های پلی‌استیشن ۴، پلی‌استیشن ۵، ایکس‌باکس وان، و ایکس‌باکس سری اکس/اس روانه بازار شد.